# Dronfield
Dronfield ist eine Stadt in der Region East Midlands und eine Verwaltungseinheit im District North East Derbyshire in der Grafschaft Derbyshire, England. Dronfield ist 42,1 km von Derby entfernt. Im Jahr 2001 hatte es eine Bevölkerung von 21.177 Einwohnern. Seit 1981 besteht eine Partnerschaft zu Sindelfingen bei Stuttgart.  Dronfield wurde 1086 im Domesday Book als Dranefeld erwähnt.

## Persönlichkeiten
- John Hewitt (1880–1961), Zoologe
- Roy Goodall (1902–1982), Fußballspieler und -trainer